# Ахалгорійський скарб
Ахалґорійський скарб — назва багатого інвентарем (близько 100 предметів) жіночого поховання з конем, виявлене 1908 року біля села Садзегур, що поблизу смт Ахалґорі (нині Південна Осетія, Грузія). Датується VI—V століттями до н. е. Зберігається у Національному музеї Грузії.
Основна частина скарбу — золоті прикраси (підвіски, сережки, намисто із зображенням жаб, розімкнуті персні з фантастичними крилатими тваринами), деталі кінської збруї (різні золоті та срібні пластини, бронзові каблучки та вуздечки, прикраси для сідла) і срібний посуд, декорований складним орнаментом.
Більшість предметів — твори місцевого мистецтва, поряд з ними є предмети, що стилістично наближаються до ахеменідських, а також відображають грецький вплив.